# 210 (عدد)
210 هو عدد صحيح. طبيعي بين 209 و211

## في الرياضيات
هو حاصل ضرب أول أربعة أعداد أولية، ألا وهي: 2، 3، 5، 7.

### خصائص
- 210عدد زوجي
- 210عدد زائد
- 210 عدد مضلعي (مثلثي-مخمسي-71 أضلاع-...)